# توت روداب (زلاغي الشرقي)
توت روداب (بالفارسية: توت روداب) هي قرية تقع في إيران في قسم زلاغي الشرقي الریفي. يقدر عدد سكانها بـ 23 نسمة بحسب إحصاء 2016.